# Кватетри (село)
Кватетри (груз. ქვათეთრი) — село в Грузии, на территории Карельского муниципалитета края (мхаре) Шида-Картли.

## География
Село находится в центральной части Грузии, на левом берегу реки Ткемлованисцкали (правый приток реки Дзамы), на расстоянии приблизительно 18 километров (по прямой) к юго-западу от города Карели, административного центра муниципалитета. Абсолютная высота — 1236 метров над уровнем моря.

## Население
По результатам официальной переписи населения 2014 года в Кватетри проживало 2 человека (2 мужчины). В национальной структуре населения грузины составляли 100 %.
| Год  | Население, человек |
| ---- | ------------------ |
| 2002 | 5                  |
| 2014 | ↘ 2                |